# Grafschaft Hanau
Die Grafschaft Hanau ist ein Territorium des alten Deutschen Reiches. Sie ging aus der Herrschaft Hanau hervor und war lange Zeit in die Grafschaften Hanau-Münzenberg und Hanau-Lichtenberg geteilt. Nach dem Aussterben der Grafen von Hanau fiel der Hanau-Münzenberger Landesteil an die Landgrafschaft Hessen-Kassel, der Hanau-Lichtenberger an die Landgrafschaft Hessen-Darmstadt.

## Erhebung zur Grafschaft
Als Kaiser Sigismund 1429 Reinhard II. von Hanau durch eine in Pressburg ausgestellte Urkunde in den Reichsgrafenstand erhob, wurde aus der Herrschaft Hanau die Grafschaft Hanau. Ab diesem Zeitpunkt kann man tatsächlich von einer „Grafschaft Hanau“ sprechen, auch wenn der Begriff in der Literatur manchmal unscharf auch auf die Zeit angewandt wird, als das Territorium noch Herrschaft war. Der Grafentitel war ein äußeres Zeichen für einen Aufschwung, den die Grafschaft in der Regierungszeit Reinhards II. insgesamt nahm.

## Teilung der Grafschaft
Mit dem Tod des Grafen Reinhard II. 1451 ergaben sich schnell dynastische Probleme. Bereits 1452 starb nach nur einjähriger Regierungszeit Reinhard III. Erbe war sein erst vier Jahre alter Sohn Philipp I., der Jüngere. Aus Angst um den Fortbestand der Familie einigten sich die Verwandten und andere wichtige Entscheidungsträger der Grafschaft, das Primogeniturstatut der Familie von 1375, eines der ältesten in Deutschland, nicht anzuwenden und dem Onkel des Erben und Bruder des verstorbenen Reinhard III., Philipp I., dem Älteren, das Amt Babenhausen aus dem Bestand der Grafschaft als eigene Grafschaft zukommen zu lassen. Diese Landesteilung 1458 und die damit verbundene Ausstattung von Philipp I., dem Älteren, ermöglichte ihm eine standesgemäße Heirat, das Zeugen erbberechtigter Nachkommen und erhöhte so die Sicherheit für den weiteren Bestand des Grafenhauses. Philipp d. Ä. heiratete 1458 Anna von Lichtenberg, Erbtochter Ludwigs V. von Lichtenberg. Nach dessen Tod 1473 erbten Anna und Philipp d. Ä. die Herrschaft Lichtenberg im unteren Elsass mit der Hauptstadt Buchsweiler. Hieraus entstand die Linie und Grafschaft Hanau-Lichtenberg. Philipp I. (der Jüngere) von Hanau und seine Nachkommen nannten sich in Unterscheidung dazu künftig „von Hanau-Münzenberg“.

## Wiedervereinigung

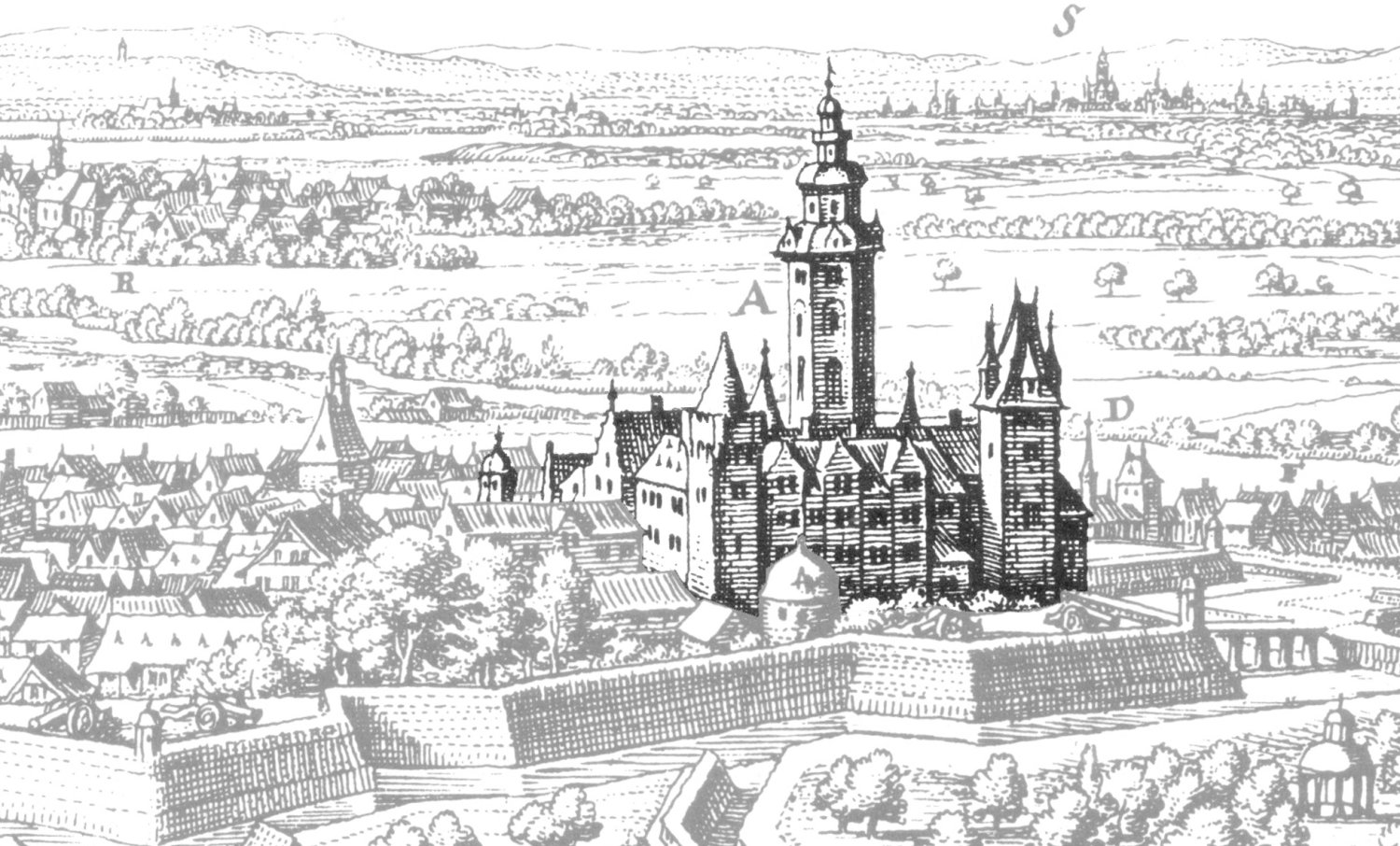
Das Stadtschloss Hanau (1632)

Erst im 17. Jahrhundert wurden die beiden Territorien wieder zu einer Grafschaft Hanau vereint. 1642 starb mit Johann Ernst der letzte Graf aus dem Haus Hanau-Münzenberg. Er stammte bereits aus der Seitenlinie Hanau-Münzenberg-Schwarzenfels. Damit war das Haus Hanau-Münzenberg erloschen. Gemäß einem Erbvertrag von 1610 zwischen Philipp Ludwig II. von Hanau-Münzenberg und Johann Reinhard I. von Hanau-Lichtenberg trat Hanau-Lichtenberg in die Erbfolge ein. Dort regierte zu dieser Zeit der erst neunzehnjährige Friedrich Casimir. Noch herrschte der Dreißigjährige Krieg, die Verwandtschaftsbeziehung zu dem verstorbenen letzten Hanau-Münzenberger war sehr weitläufig und der Herrschaftsantritt keineswegs gesichert. Auf Schleichwegen und inkognito wurde Friedrich Casimir von seinem Vormund, Freiherr Georg II. von Fleckenstein-Dagstuhl, nach Hanau gebracht. Dort musste er sich zunächst gegenüber dem Patriziat der Neustadt Hanau verpflichten und diesem eine Reihe von Rechten zugestehen. Dazu zählte vor allem die Religionsfreiheit für die reformierte Konfession, die „Staatsreligion“ in Hanau-Münzenberg, denn Hanau-Lichtenberg war lutherisch geblieben und Graf Friedrich Casimir war Lutheraner.
1643 gelang es dann mit der Hilfe der Landgräfin Amalie Elisabeth von Hessen-Kassel, einer geborenen Gräfin von Hanau-Münzenberg, die Ansprüche Friedrich Casimirs auch gegenüber dem Erzbischof von Mainz durchzusetzen. Im Gegenzug schloss Friedrich Casimir mit der Landgräfin einen Erbvertrag, der regelte, dass Hessen-Kassel bei einem Aussterben des Hauses Hanau die Grafschaft Hanau-Münzenberg erben sollte. 1647 heiratete Friedrich Casimir die zwanzig Jahre ältere Witwe seines Vorgängers in der Regierung der Grafschaft Hanau-Münzenberg, des Grafen Philipp Moritz, Sibylle Christine von Anhalt-Dessau. Der Schritt war zum einen der prekären Finanzlage der Grafschaft zuzuschreiben: Das sparte die Dotation für die Gräfin-Witwe. Zum anderen beruhigte eine Ehe zwischen dem lutherischen Grafen und der reformierten Gräfin-Witwe zusätzlich die Untertanen in der Konfessionsfrage. Allerdings blieb die Ehe kinderlos.
Friedrich Casimir ließ für sich und seinen Hofstaat zunächst in der Schlosskapelle lutherische Gottesdienste abhalten. 1658–1662 wurde in Hanau eine eigene Kirche für die lutherische Gemeinde errichtet (heute: Alte Johanneskirche), die auch Begräbnisstätte des Grafenhauses wurde. Im Laufe der Zeit nahm die Zahl der Lutheraner zu und die Grafschaft wurde bikonfessionell. Lange Zeit standen sich die beiden konfessionellen Lager feindselig gegenüber, versuchten z. B. interkonfessionelle Ehen zu verhindern oder den Partner anderer Konfession für die eigene zu gewinnen. Einen formal-rechtlichen Ausgleich schuf 1670 der „Religionsrezess“. Im Laufe des 18. Jahrhunderts wurde das Gegeneinander der beiden protestantischen Konfessionen zu einem Nebeneinander und endete am Anfang des 19. Jahrhunderts in der Hanauer Union.

## Wirtschaftliche Situation

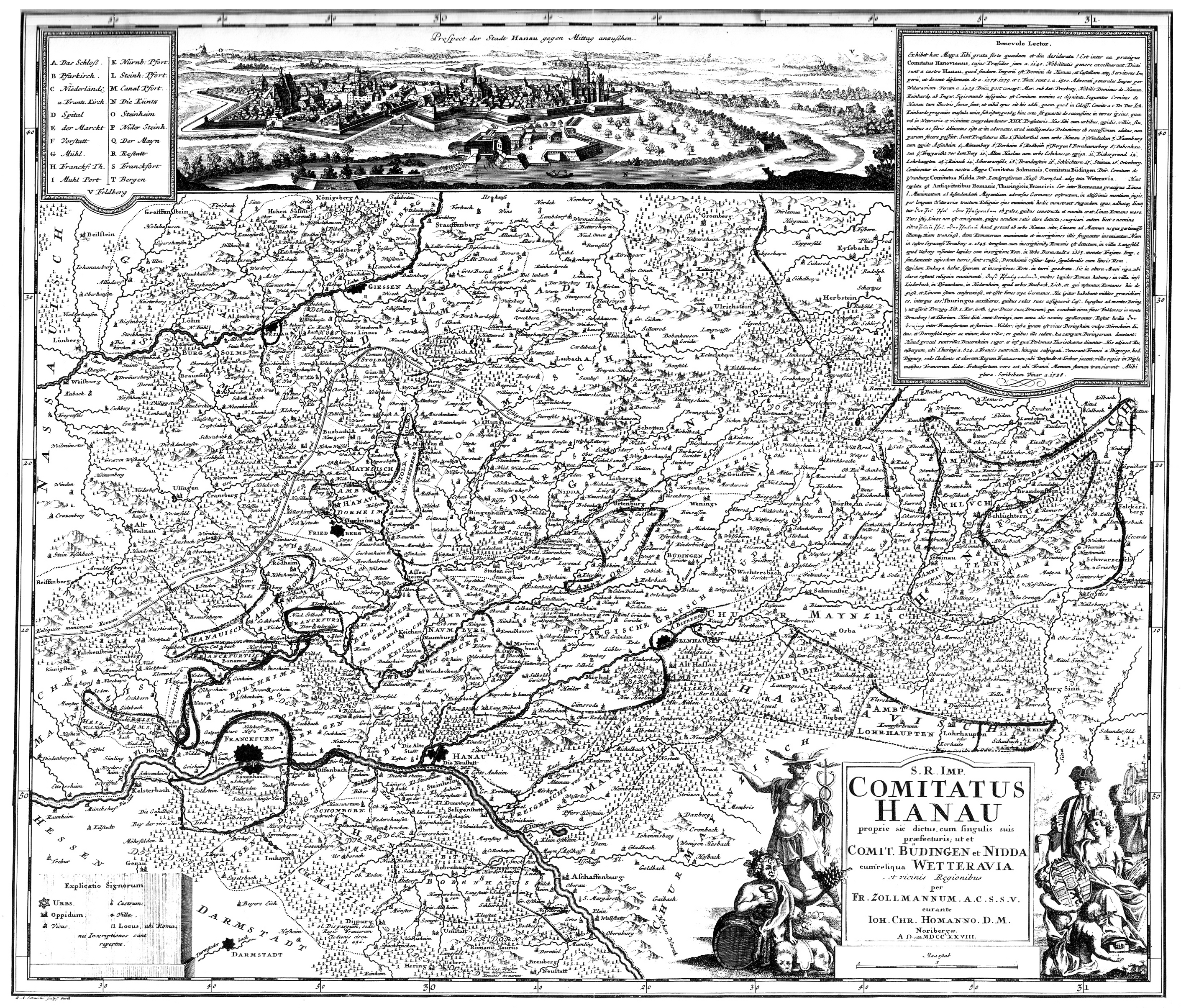
Karte der Grafschaft Hanau von Friedrich Zollmann 1728

Den Versuchen des Grafen in Sachen Frühmerkantilismus war nur gemischter Erfolg beschieden. 1661 wurde die erste deutsche Fayence-Manufaktur in Hanau gegründet, die erfolgreich produzierte. Andererseits beauftragte er den damals bekannten Ökonomen Johann Joachim Becher, Kontakt mit der Niederländischen Westindischen Kompanie aufzunehmen, mit dem Ziel, einen Landstrich in Niederländisch-Guayana (zwischen Orinoco und Amazonas) zu erwerben. 1669 schloss Graf Friedrich Casimir einen entsprechenden Vertrag, nach dem ein Königreich Hanauisch-Indien als hanauische Kolonie zwischen Orinoco und Amazonas in Niederländisch-Guayana gegründet werden sollte. Der Vertrag beinhaltete den Kauf eines Gebietes von über 3000 Quadratmeilen – die Grafschaft Hanau umfasste damals 44 Quadratmeilen. Das Unternehmen „Hanauisch-Indien“ scheiterte sofort an den zunächst erforderlichen Anfangsinvestitionen, die die Grafschaft nicht aufbringen konnte, und dem Niederländisch-Französischen Krieg. Es hat in der Geschichte sonst keine Spuren hinterlassen.
Die Grafschaft Hanau war in der Folge finanziell so angeschlagen, dass Verwandte des Grafen beim Hofrat in Wien beantragten, Graf und Grafschaft unter Kuratel, eine Form der Zwangsverwaltung, zu stellen. Kaiser Leopold I. gab dem statt und ordnete die erbetene Kuratel an. 1670 unterwarf sich Friedrich Casimir diesem Spruch und regierte fortan wesentlich sparsamer. Er starb 1685.
1680 wurde, verursacht durch die französischen Expansionskriege, ein militärisches „Haunauisches Reichs- und Kreiskontingent“ aufgestellt, das – entgegen bisheriger Praxis – auch nicht mehr aufgelöst wurde. Beim Übergang der Grafschaft Hanau-Münzenberg an die Landgrafschaft Hessen-Kassel wurde es in „Hanauisches Bataillon“ umbezeichnet und wurde erst in Kassel, später in Eschwege stationiert.

## Die letzten Grafen von Hanau

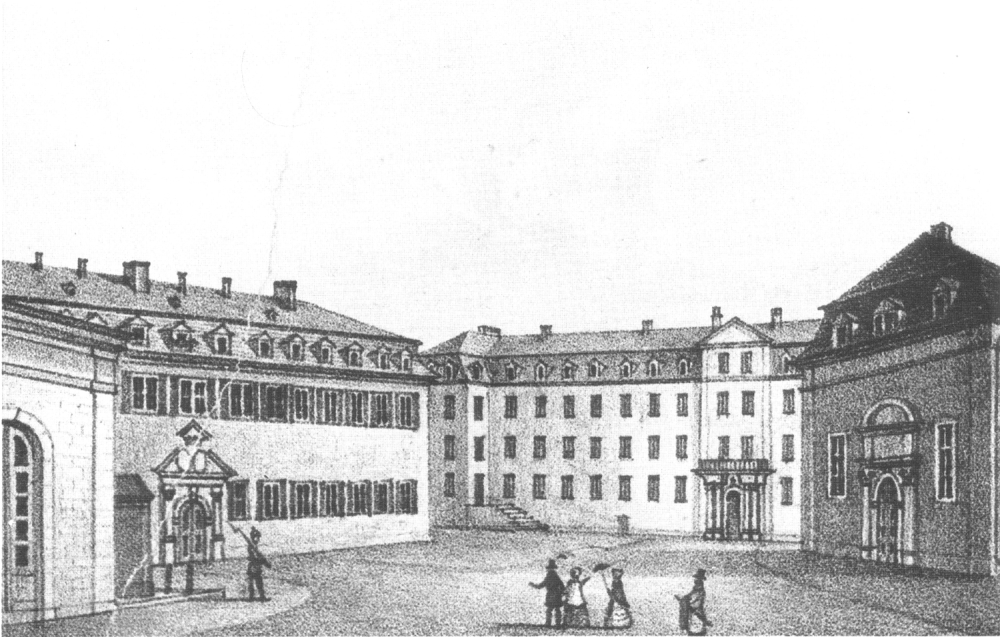
Das barocke Stadtschloss Hanau (um 1870)

Das Erbe des kinderlos Verstorbenen traten die beiden Söhne seines Bruders Johann Reinhard II. von Hanau-Lichtenberg, die Grafen Philipp Reinhard in Hanau-Münzenberg und Johann Reinhard III. in Hanau-Lichtenberg an. Die Grafschaft Hanau war damit wieder geteilt. Allerdings verstarb Philipp Reinhard bereits 1712, so dass Johann Reinhard III. dann auch den Hanau-Münzenberger Landesteil erbte und die Grafschaft wieder vereinigte.
In dieser Zeit nahm die Grafschaft wirtschaftlich Aufschwung. Die Residenzstadt Hanau wurde barock ausgebaut, das Stadtschloss erweitert, ein Sommerschloss, Schloss Philippsruhe, errichtet, ebenso der Marstall, das Neustädter Rathaus und das Frankfurter Tor. Auch auf dem Land machte sich der Aufschwung bemerkbar: In vielen Dörfern der Grafschaft wurden nun – bedingt durch die konfessionelle Spaltung zwischen Lutheranern und Reformierten – je zwei Kirchen, zwei Schulen, zwei Friedhöfe etc. unterhalten. Dieses bikonfessionelle System musste erst Anfang des 19. Jahrhunderts mit der „Hanauer Union“ aufgegeben werden, als nach den napoleonischen Kriegen nicht mehr genug Geld da war, es zu unterhalten.

## Das Erbe

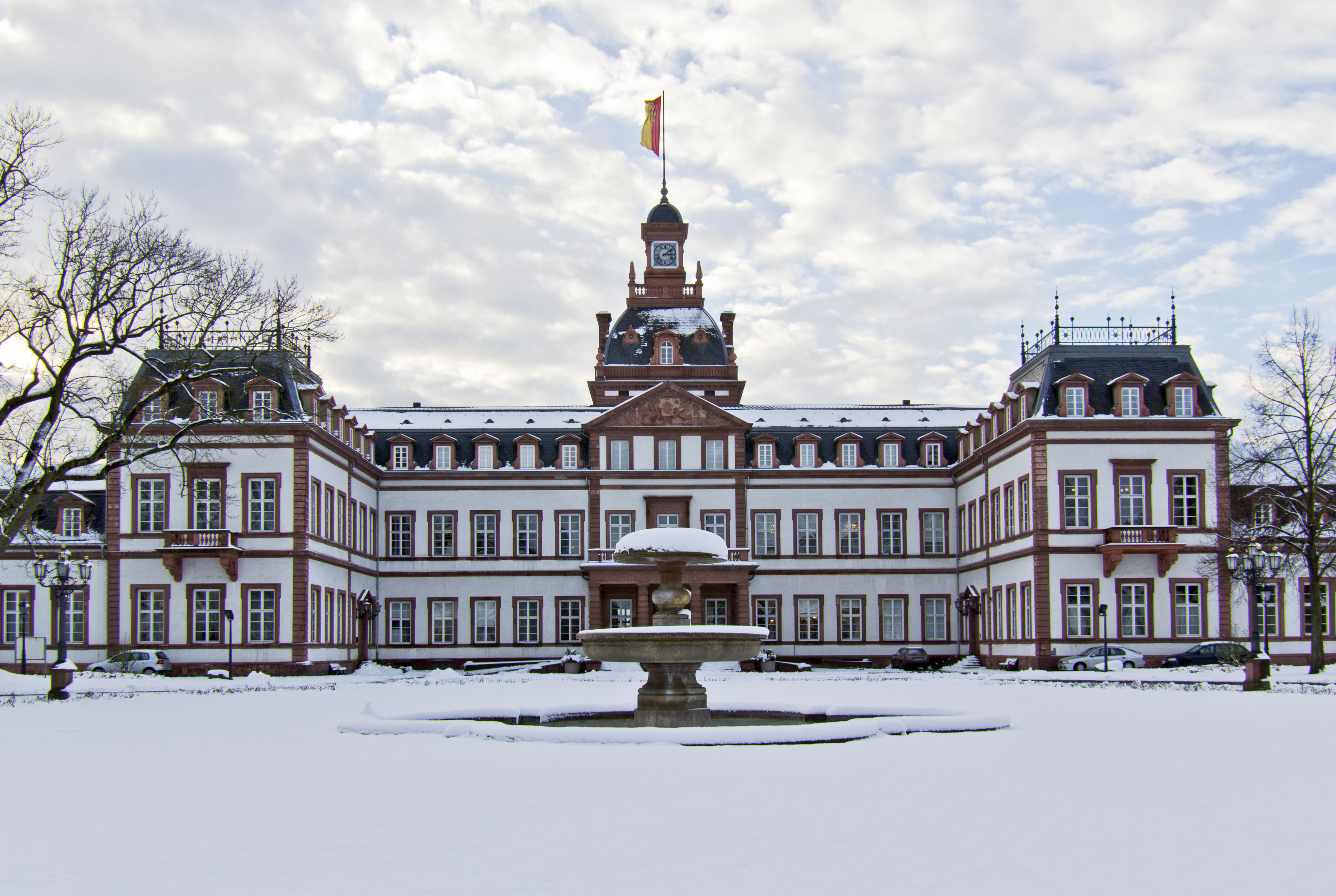
Schloss Philippsruhe

1736 starb mit Johann Reinhard III. siebzigjährig der letzte männliche Vertreter des Grafenhauses. Aufgrund des Erbvertrags von 1643 fiel der Hanau-Münzenberger Landesteil an Hessen-Kassel, aufgrund der Ehe der einzigen Tochter des letzten Hanauer Grafen, Charlotte, mit dem Erbprinzen Ludwig (VIII.) von Hessen-Darmstadt der Hanau-Lichtenberger Anteil nach dort. Jahrzehntelang umstritten blieb zwischen Hessen-Kassel und Hessen-Darmstadt die Zugehörigkeit des Amtes Babenhausen zum Münzenberger oder Lichtenberger Erbteil. Dieser Streit wurde erst nach 40 Jahren durch eine Realteilung beigelegt. Die beiden Teile der ehemaligen Grafschaft Hanau, Hanau-Münzenberg und Hanau-Lichtenberg folgten nun getrennten Entwicklungen (siehe dort).

## Zitat
„Hanau ist eine derer wichtigsten Grafschafften in Teutschland, welche in zwey Theile getheilet ward, die Münzenbergische und die Lichtenbergische. Die Münzenbergische Lande ligen bey Franckfurt um den Mayn herum; die Lichtenbergische aber ohnfern Straßburg diseits und jenseits Rheins.“

### Fortsetzung
- Grafschaft Hanau-Münzenberg
- Grafschaft Hanau-Lichtenberg

### Artikel mit verwandten Themen
- Hanau (Adelsgeschlecht)
- Stammliste der Herren und Grafen von Hanau
- Wappen der Grafschaft Hanau
- Liste der Grafschaften Deutschlands